# Teorema di Lagrange (teoria dei numeri)
In teoria dei numeri, il teorema di Lagrange è un enunciato che prende il nome da Joseph-Louis Lagrange su quanto frequentemente un polinomio sugli interi può assumere valore uguale a un multiplo di un numero primo fissato. Più precisamente, esso afferma che se {\displaystyle p} è un numero primo e {\displaystyle f(x)\in \mathbb {Z} [x]} è un polinomio a coefficienti interi, allora:
- ogni coefficiente di {\displaystyle f(x)} è divisibile per {\displaystyle p}, oppure
- {\displaystyle f(x)\equiv 0{\bmod {p}}} ha, al massimo, grado di {\displaystyle f(x)} soluzioni incongruenti.

Le soluzioni sono "incongruenti" se non differiscono di un multiplo di {\displaystyle p}. Se il modulo non è primo, allora è possibile che ci siano più di grado di {\displaystyle f(x)} soluzioni.

## Una dimostrazione del teorema di Lagrange
Le due idee chiave sono le seguenti. Sia {\displaystyle g(x)\in (\mathbb {Z} /p\mathbb {Z} )[x]} il polinomio ottenuto da {\displaystyle f(x)} prendendo i coefficienti {\displaystyle \mod p}. Ora (i) {\displaystyle f(k)} è divisibile per {\displaystyle p} se e solo se {\displaystyle g(k)=0}; (ii) {\displaystyle g(k)} non ha più radici del suo grado.
Più rigorosamente, cominciamo ad osservare che {\displaystyle g(x)=0} se e solo se ogni coefficiente di {\displaystyle f(x)} è divisibile per {\displaystyle p}. Supponiamo che {\displaystyle g(x)} non sia 0; il suo grado è, quindi, ben definito. È facile vedere che {\displaystyle \textstyle {\text{grado di }}g(x)\leq {\text{grado di }}f(x)}. Per dimostrare (i), prima osserviamo che possiamo calcolare {\displaystyle g(k)} o direttamente, cioè inserendo (la classe residua di) {\displaystyle k} ed eseguendo operazioni aritmetiche in {\displaystyle \textstyle \mathbb {Z} /p\mathbb {Z} }, o riducendo {\displaystyle f(k)\mod p}. Quindi {\displaystyle g(k)=0} se e solo se {\displaystyle f(k)\equiv 0{\bmod {p}}}, cioè se e solo se {\displaystyle f(k)} è divisibile per {\displaystyle p}. Per dimostrare (ii), osserviamo che {\displaystyle \mathbb {Z} /p\mathbb {Z} } è un campo, il che è un fatto normale; una dimostrazione rapida consiste nell'osservare che, poiché {\displaystyle p} è primo, {\displaystyle \mathbb {Z} /p\mathbb {Z} } è un dominio d'integrità finito, quindi è un campo. Un altro fatto normale è che un polinomio non-nullo su un campo ha al massimo tante radici quanto il suo grado; ciò segue dall'algoritmo di divisione.
Infine, osserviamo che due soluzioni {\displaystyle f(k_{1}),f(k_{2})\equiv 0{\bmod {p}}} sono incongruenti se e solo se {\displaystyle k_{1}\not \equiv k_{2}{\bmod {p}}}. Mettendo tutto insieme: il numero di soluzioni incongruenti, per via di (i), è lo stesso del numero di radici di {\displaystyle g(x)}, che, per via di (ii), è al massimo {\displaystyle {\text{grado di }}g(x)}, che è al massimo {\displaystyle {\text{grado di }}f(x)}.